# قاي ديفيس
قاي ديفيس (بالإنجليزية: Guy Davis)‏ هو رسام بالرصاص أمريكي، ولد في 1966 في ميشيغان في الولايات المتحدة.

## وصلات خارجية
- الموقع الرسمي
- قاي ديفيس على موقع IMDb (الإنجليزية)
- قاي ديفيس على موقع ميوزك برينز (الإنجليزية)